# Чемпіонат України з легкої атлетики в приміщенні 2012
Чемпіонат України з легкої атлетики в приміщенні 2012 серед дорослих був проведений 16-19 лютого в Сумах в манежі Української академії банківської справи. Одночасно визначались чемпіони з багатоборських дисциплін у межах окремого чемпіонату.

## Призери

### Чоловіки
| Дисципліни                  | Золото                                                                          | Золото   | Срібло                                                                                        | Срібло   | Бронза                                                                   | Бронза   |
| --------------------------- | ------------------------------------------------------------------------------- | -------- | --------------------------------------------------------------------------------------------- | -------- | ------------------------------------------------------------------------ | -------- |
| 60 метрів                   | Ігор Бодров Харківська область                                                  | 6,71     | Руслан Перестюк Харківська область                                                            | 6,77     | Юрій Штанов Сумська область                                              | 6,78     |
| 200 метрів (поза програмою) | Ігор Бодров Харківська область                                                  | 21,31    | Віталій Корж Сумська область                                                                  | 21,36    | Володимир Супрун Сумська область                                         | 21,92    |
| 400 метрів                  | Євген Гуцол Сумська область                                                     | 46,80    | Володимир Бураков Київська область                                                            | 47,10    | Дмитро Бікулов Харківська область                                        | 47,33    |
| 800 метрів                  | Ігор Давидов Київ                                                               | 1.48,86  | Тарас Бибик Чернівецька область                                                               | 1.49,84  | В'ячеслав Олішевський Черкаська область                                  | 1.50,12  |
| 1500 метрів                 | Олександр Борисюк Волинська область                                             | 3.47,36  | Володимир Киц Київська область                                                                | 3.48,49  | Артем Казбан Дніпропетровська область                                    | 3.48,43  |
| 3000 метрів                 | Олександр Борисюк Волинська область                                             | 8.02,71  | Іван Стребков Тернопільська область                                                           | 8.05,11  | Сергій Рибак Вінницька область                                           | 8.06,23  |
| 60 метрів з бар'єрами       | Олександр Шагов Київ                                                            | 7,86     | Сергій Копанайко Київ                                                                         | 8,00     | Артем Шаматрин Дніпропетровська область                                  | 8,12     |
| 3000 метрів з перешкодами   | Ілля Сухарєв Донецька область                                                   | 8.34,48  | Вадим Слободенюк Рівненська область                                                           | 8.35,63  | Павло Олійник Чернігівська область                                       | 8.42,54  |
| 4×400 метрів                | Запорізька областьЄвген Дучинський Олексій Рємєнь Олег Герман Володимир Бураков | 3.15,66  | Дніпропетровська областьДенис Тесленко Олександр Савченко Роман Корецький Анатолій Синянський | 3.16,47  | Вінницька областьМихайло Книш Іван Вітов Сергій Долгий Роман Головащенко | 3.17,23  |
| Ходьба 10000 метрів         | Руслан Дмитренко Донецька область                                               | 39.26,90 | Іван Лосев Донецька область                                                                   | 39.43,81 | Назар Коваленко Київська область                                         | 39.49,55 |
| Стрибки у висоту            | Віктор Шаповал Львівська область                                                | 2,23     | Богдан Бондаренко Харківська область                                                          | 2,23     | Андрій Рубель Запорізька область                                         | 2,20     |
| Стрибки з жердиною          | Олександр Корчмід Київська область                                              | 5,42     | Владислав Ревенко Київська область                                                            | 5,32     | Владислав Мандич Харківська область                                      | 4,90     |
| Стрибки у довжину           | Олексій Касьянов Запорізька область                                             | 7,73     | Олександр Солдаткін Донецька область                                                          | 7,73     | Андрій Макарчев Харківська область                                       | 7,72     |
| Потрійний стрибок           | Шериф Ель-Шериф Дніпропетровська область                                        | 16,81    | Михайло Власов Дніпропетровська область                                                       | 16,34    | Євген Семененко Харківська область                                       | 16,28    |
| Штовхання ядра              | Андрій Семенов Одеська область                                                  | 19,64    | Віктор Самолюк Київська область                                                               | 18,97    | Дмитро Савицький Одеська область                                         | 18,94    |
| Семиборство                 | Олександр Марченко Харківська область                                           | 5392     | Василь Іваницький Львівська область                                                           | 5375     | Олександр Паламарчук Київська область                                    | 5358     |

### Жінки
| Дисципліни                  | Золото                                                                          | Золото      | Срібло                                                                              | Срібло         | Бронза                                                                                 | Бронза   |
| --------------------------- | ------------------------------------------------------------------------------- | ----------- | ----------------------------------------------------------------------------------- | -------------- | -------------------------------------------------------------------------------------- | -------- |
| 60 метрів                   | Вікторія Кащеєва Сумська область                                                | 7,31        | Наталія Строгова Луганська область                                                  | 7,43           | Наталя Погребняк Харківська область                                                    | 7,39     |
| 200 метрів (поза програмою) | Наталія Строгова Луганська область                                              | 23,78       | Маргарита Шевчук Донецька область                                                   | 24,45          | Олена Колесніченко Рівненська область                                                  | 24,81    |
| 400 метрів                  | Наталія Пигида Київська область                                                 | 52,23       | Єлізавета Бризгіна Луганська область                                                | 53,03          | Юлія Олішевська Черкаська область                                                      | 53,24    |
| 800 метрів                  | Наталія Лупу Чернівецька область                                                | 2.01,46     | Олена Сідорська Хмельницька область                                                 | 2.03,73 NIU20R | Ольга Завгородня Чернігівська область                                                  | 2.03,81  |
| 1500 метрів                 | Тетяна Петлюк Київ                                                              | 4.23,88     | Вікторія Погорєльська Харківська область                                            | 4.28,74        | Наталія Батрак Харківська область                                                      | 4.28,97  |
| 3000 метрів                 | Світлана Шмідт Донецька область                                                 | 8.41,01 NIR | Наталія Тобіас Донецька область                                                     | 8.59,94        | Анна Міщенко Харківська область                                                        | 9.15,29  |
| 60 метрів з бар'єрами       | Анна Плотіцина Харківська область                                               | 8,27        | Ганна Бабич Київська область                                                        | 8,40           | Людмила Щербина Одеська область                                                        | 8,41     |
| 3000 метрів з перешкодами   | Валентина Жудіна Одеська область                                                | 9.53,73     | Оксана Дідан Миколаївська область                                                   | 10.25,42       | Юлія Кухар Львівська область                                                           | 10.28,19 |
| 4×400 метрів                | Донецька областьЛюдмила Потапенко Дарина Приступа Юлія Кревсун Аліна Логвиненко | 3.37,91     | Дніпропетровська областьЮлія Баралей Олена Жушман Анастасія Лебідь Ірина Головченко | 3.41,92        | Черкаська областьСвітлана Сіньова Валерія Монастирецька Юлія Синяченко Юлія Олішевська | 3.46,62  |
| Ходьба 5000 метрів          | Олена Шевчук Житомирська область                                                | 22.09,98    | Людмила Шелест Сумська область                                                      | 22.20,01       | Анна Коваленко Київська область                                                        | 22.30,15 |
| Стрибки у висоту            | Віта Стьопіна Миколаївська область                                              | 1,93        | Оксана Окунєва Миколаївська область                                                 | 1,93           | Олена Холоша Миколаївська область                                                      | 1,90     |
| Стрибки з жердиною          | Алевтина Руєва Дніпропетровська область                                         | 4,10        | Тетяна Гапішко Київська область                                                     | 4,00           | Ксенія Черткошвілі Донецька область                                                    | 4,00     |
| Стрибки у довжину           | Інна Ахкозова Київська область                                                  | 6,53        | Вікторія Молчанова Харківська область                                               | 6,40           | Анна Венгрус Харківська область                                                        | 6,32     |
| Потрійний стрибок           | Руслана Цихоцька Чернівецька область                                            | 13,72       | Ганна Князєва Київ                                                                  | 13,69          | Світлана Мамєєва Харківська область                                                    | 13,52    |
| Штовхання ядра              | Галина Облещук Івано-Франківська область                                        | 18,02       | Ольга Голодна Київська область                                                      | 16,85          | Анна Самолюк Київська область                                                          | 16,51    |
| П'ятиборство                | Наталія Добринська Вінницька область                                            | 4880 NIR    | Ганна Мельниченко Полтавська область                                                | 4748           | Аліна Фьодорова Київська область                                                       | 4367     |